# كانغاني (أنجوان)
كانغاني هي قرية تقع في جزيرة أنجوان في جزر القمر. بلغ عدد سكانها 2,308 نسمة حسب إحصاء عام 1991. و4,416 في تقدير عام 2009.